# Inbal Pezaro
Inbal Pezaro (en hebreo: ענבל פיזרו‎) (Kibutz Yizrael, 26 de marzo de 1987) es una deportista israelí que compitió en natación adaptada.

## Biografía
Al nacer, Inbal sufrió complicaciones en los vasos sanguíneos de la médula espinal, lo que provocó paraplejía. A la edad de cinco años comenzó a practicar deportes en el centro "ILAN" (Asociación Israelí para Niños con Discapacidad) en Haifa. Sus progresos la llevaron a competir en los campeonatos nacionales solo seis años después.
A los 12 años, Pezaro ya competía en certámenes internacionales de natación. Para poder realizar su servicio militar en el ejército israelí, se ofreció como voluntaria y fue certificada como instructora de natación en el Instituto Wingate.

## Trayectoria
Entre los años 2001 y 2006, conquistó 2 medallas de oro y 3 de plata en los campeonatos mundiales de Italia, Argentina y Sudáfrica. Como reconocimiento a sus cualidades deportivas y humanas, en 2002 tuvo el honor de encender una antorcha durante las celebraciones del Día de la Independencia de Israel. 
Participó en los Juegos Paralímpicos de Atenas 2004 y en los Juegos Paralímpicos de Pekín 2008. En Atenas conquistó una medalla de bronce y otra de plata. En Pekín ganó una medalla de plata en la jornada inaugural, después de llegar en segundo lugar en la competencia de 100 metros estilo libre, estableciendo un nuevo récord israelí con 1:12.57 minutos. Pezaro recibió una segunda medalla, tras finalizar en segundo lugar en la competencia de 200 metros libres S5. Bela Hlavackova de República Checa venció a Pezaro en los 100 pecho SB4, ganando así Inbal su tercera medalla de plata de los Juegos Paralímpicos de Pekín. Inbal Pezaro se convirtió entonces, en una de las más importantes estrellas del país por su espléndida participación en los Juegos Paralímpicos de Pekín.
En el año 2010 sus victorias continuaron en el Campeonato Mundial celebrado en Holanda, conquistando una nueva medalla de oro y dos de plata. En 2012, se clasificó para participar en los Juegos Paralímpicos de Londres a celebrarse en ese mismo año, donde nuevamente conquistó una medalla en el día de la inauguración de los juegos, con un tercer puesto en 50 m estilo libre.

## Premios y distinciones
- 2002 - Encendido de la antorcha en el Yom Hazikarón, durante las celebraciones del 54.o Aniversario de la Independencia de Israel.
- 2007 - Premio al "Deportista del Año" otorgado por la "Asociación Israelí de Deportes para Minusválidos".
- 2008 - Premio al "Deportista del Año" otorgado por el Jerusalem Post.
- 2009 - Portadora de la Antorcha Olímpica en la XVIII Macabeada